# Pasqual Fandos
Pasqual Fandos Araguete (Vinaròs, 29 gennaio 1948) è un ciclista su strada spagnolo, professionista dal 1971 al 1973. Suo fratello Joan Ignasi Fandos, fu anch'egli ciclista professionista.

## Palmarès
- 1972 (Karpy-Licor, due vittorie)

4ª tappa Vuelta a Asturias (Aviles > Cangas del Narcea)
13ª tappa Vuelta a Colombia (Bogotà > Bogotà)

## Piazzamenti

### Grandi Giri
- Vuelta a España

1973: ritirato (10ª tappa)